# 동양 평화론
동양평화론(東洋平和論)은 안중근 의사가 이토 히로부미 암살 의거 후 1910년 3월 중국의 뤼순 감옥에서 집필한 미완성의 글이다.

## 관련 유묵
동양대세사묘현유지남아기안면화국미성유강개정략불개진가련(東洋大勢思杳玄有志男兒豈安眠和局未成猶慷慨政略不改眞可憐)은 1910년 3월 안중근이 옥중에서 남긴 글씨로 칠언절구의 자작시를 쓴 것이다.(숭실대학교 박물관 소장 유목)
"암담한 동양의 대세를 생각해보니 뜻을 이루지 못하고 죽음을 맞이해야 하는 기개있는 남아가 편안하게 눈을 감을 수가 없구나, 게다가 아직 동양 평화의 시국을 이루지 못한 것이 더욱 개탄스럽기만 한데, 이미 야욕에 눈이 멀어 정략 즉 침략정책을 버리지 못하는 일본이 오히려 불쌍하다"는 역설적인 표현이다.
이것은 단국대학교 석주선기념박물관소장의 유묵에서 “동양을 보존하기를 바란다면 우선 침략정책을 버려야 한다. 때가 지나고 기회를 잃으면 후회한들 무엇하랴!”(욕보동양선개정략시과실기추회하급, 欲保東洋先改政略時過失機追悔何及)라는 내용을 담아, 유묵에는 일본 정책의 잘못을 지적하여 고칠 것을 촉구하였으며, 일본인 집정자들에게 경각심을 일깨우고 있다. 안중근의 동양 평화론과 연관된 글귀이다.
중국 안위성 선성현에서 만들어진 품질이 우수한 선지(宣紙)에 2행 16자를 쓰고, 왼쪽에 “경술삼월(庚戌三月) 여순옥중(旅順獄中) 대한국인(大韓國人) 안중근서(安重根書)”라고 묵으로 쓴 글씨와 왼손 장인(掌印, 손바닥으로 찍은 도장)이 찍혀 있다.
제2차 세계 대전의 주역, 독일의 나치즘, 이탈리아의 파시즘과 함께 세계침략전쟁으로 변질되어가는 일본제국주의가 조선을 발판으로 침략의 야욕을 불태우고 있었던 1910년 경술년(庚戌年) 당시, 노골적으로 보이기 시작하는 침략정책의 잘못을 지적하여 고칠 것을 촉구하고 일본인 집정자들에게 야욕에 대한 경각심을 일깨웠던 것이다.
이들 내용과 관련하여 안 의사는 옥중에서 《안응칠 역사》와 《동양평화론》을 지었다. 그중 자서전인 《안응칠 역사》는 완성되었지만, 논문형식의 논설 《동양평화론》은 '서문'과 '전감 1'만 지어졌고 나머지 '현상 2', '복선 3', '문답'은 목차만 제시된 채 미완성으로 남았다. 당시 안 의사가 이를 집필하기 위해 사형집행 날짜를 한 달쯤 늦추도록 고등법원장 '히라이시'에게 청하여 그의 약속을 받았으나 결국 그 약속은 지켜지지 않았다.
《동양평화론》의 서문에서 안 의사는 만약 정략을 고치지 않고 핍박이 날로 심해지면, 차라리 다른 인종에게 망할지언정 차마 같은 인종 황인종에게 욕을 당할 수는 없다는 의론이 한국·청국 두 나라 사람의 마음속에 용솟음쳐 위ㆍ아래가 한 몸이 되어 스스로 여러 사람 앞에 나설 수밖에 없음이 불을 보듯 뻔한 형세이다. 그렇게 되면…(若政略不改 逼迫日甚則 不得已寧亡於異族 不忍受辱於同種 議論湧出於韓淸兩國人之肺腑 上下一體 自爲白人之前驅 明若觀火之勢矣. 然則…)이라 하여 일제의 침략정책을 경고하여 안중근 의사의 생각과 뜻을 명확히 밝히고 있다. 세계정세에 민감하게 대응하는 논리가 엿보이는 내용이다.

## 평가
안중근 의사가 중국 뤼순 감옥에서 1910년 2∼3월 동안 집필한 작품이다. 안중근은 1909년 10월 26일 하얼빈역에서 이토 히로부미를 암살하는 테러 후 1910년 2월 14일 사형을 언도받았다. 안 의사는 형의 집행만 남은 상태에서 이를 완성할 때까지 처형을 연기해 달라고 재판부에 요청했으나 받아들여지지 않았다. 이 때문에 원래 집필을 구상했던 서·전감·현상·복선·문답 가운데 서문과 전감 일부만 작성한 채 미완성으로 남았다. 한문으로 쓴 것을 한글로 번역하면 A4용지 7∼8장 분량이다.
비록 《동양평화론》은 완성되지 못했지만, 자서전 《안응칠 역사》와 검찰의 신문 및 재판과정에서 한 공술내용, 그가 남긴 글들을 보면 동양 평화론을 통해 ‘동양의 대세관계와 평화정략의 의견’을 개진하려고 했던 것으로 파악된다. 안 의사는 한·중·일 3국 간의 상설기구인 동양평화회의를 뤼순에 조직해 기타 아시아 국가가 참여하는 회의로 발전시키고, 동북아 3국 공동은행 설립, 동북아 3국 공동평화군 창설 등의 구체적인 구상도 밝혔다. 이는 유럽연합(EU) 형태의 한·중·일 평화체제 구상론으로 100년이라는 시간을 앞선 것이라는 평가를 받고 있다.

## 같이 보기
- 안응칠 역사
- 안중근 의사 유묵
- 로베르 쉬망
  - 쉬망 선언 - 유럽 통합의 토대

## 참고 자료
- 「질문하는 한국사」, 안중근은 왜 이토 히로부미를 쏘았는가, 내일을 여는 역사 재단 저, 서해문집(2008년, 168~176p)
- 「다극화체제 미국 이후의 세계」, 21세기에 다시 읽는 ‘동양평화론’,  임승수 저, 시대의창(2010년, 70~75p)